# Larressingle

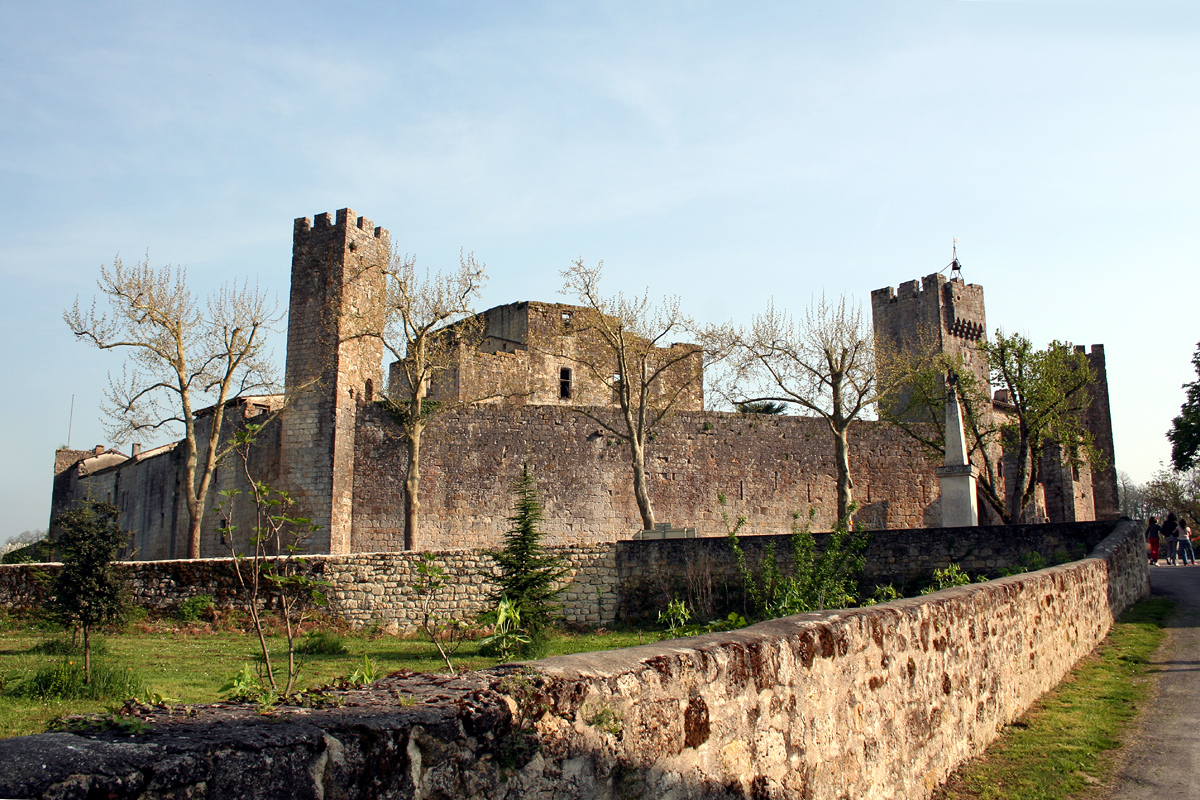
Vista de Larressingle, Gers, Francia.

Larressingle (en occitano, Larressingla) es una comuna francesa situada en el departamento del Gers, en la región de Occitania. Tiene una población estimada, en 2019, de 208 habitantes.
Antigua residencia de los obispos de Condom, cuenta con un paisaje medieval que le vale estar clasificada en la categoría de les plus beaux villages de France y entre el que sobresale la muralla poligonal de 270 m de perímetro que se mantiene casi intacta.
El puente de l'Artigue ha sido incluido como parte del lugar Patrimonio de la Humanidad de la UNESCO llamado «Caminos de Santiago de Compostela en Francia» (Código 868-049), puesto que el municipio de Larressingle es una de las etapas de la ruta jacobea, formando parte de la Via Podiensis.

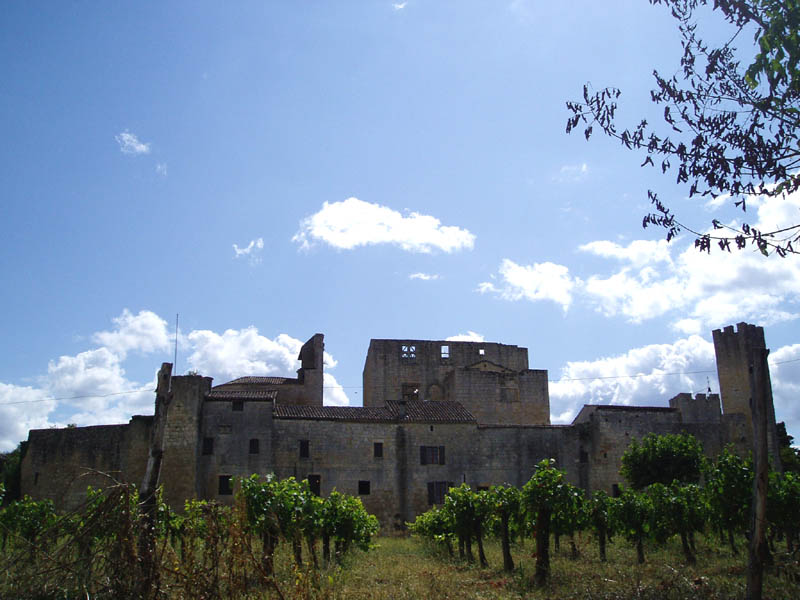
Vista general
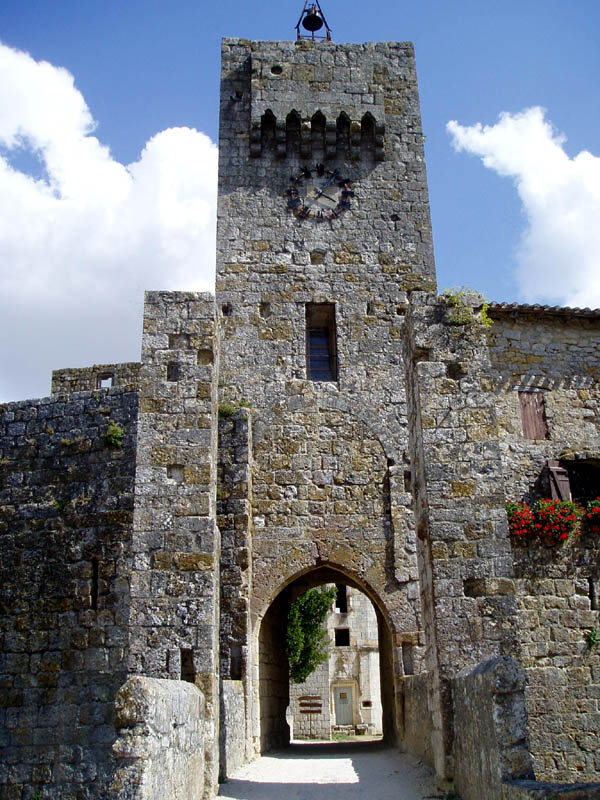
Entrada a Larressingle por el puente levadizo
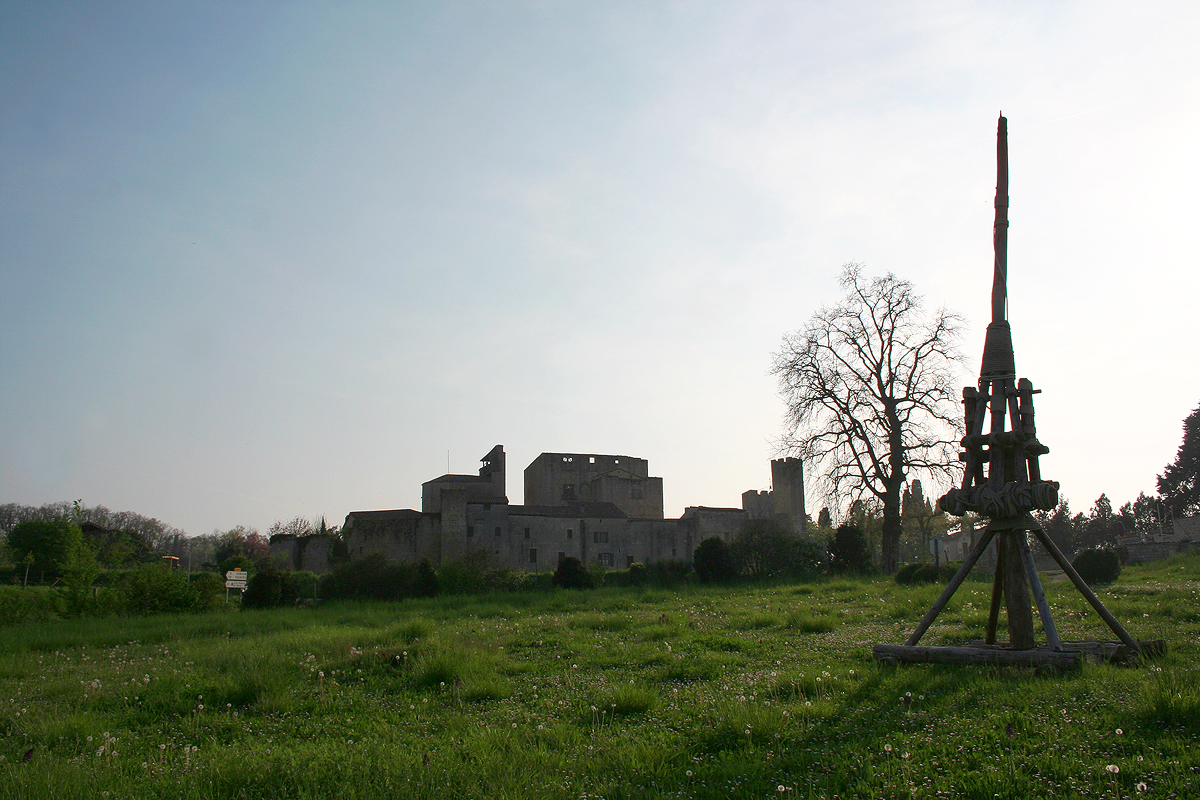
La ciudad de las máquinas (La cité des machines)
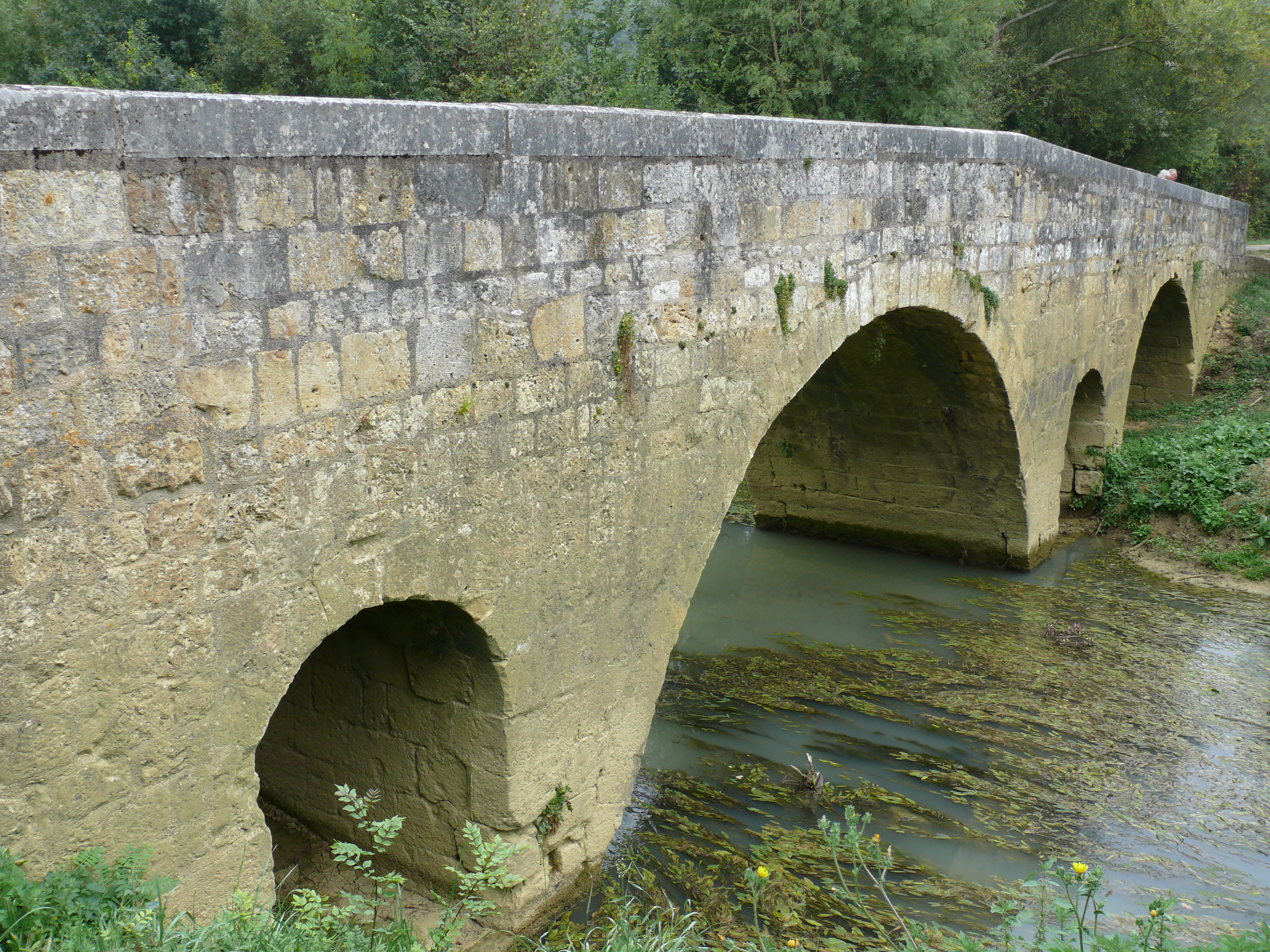
Puente de l'Artigue

## Demografía
| 292 | 327 | 305 | 317 | 322 | lac. | 305 | 312 | 355 | 303 | 307 | 270 | 272 | 284 | 288 | 278 | 275 | 263 | 246 | 225 | 203 | 228 | 247 | 226 | 223 | 213 | 187 | 170 | 155 | 138 | 161 | 200 | 202 | 208 |
| Para los censos de 1962 a 1999 la población legal corresponde a la población sin duplicidades (Fuente: INSEE [Consultar]) |     |     |     |     |      |     |     |     |     |     |     |     |     |     |     |     |     |     |     |     |     |     |     |     |     |     |     |     |     |     |     |     |     |